# Лааюн - Буждур - Сакиа Ел-Хамра
Лааюн – Буждур – Сакиа Ел-Хамра е един от 16-те региони на Мароко. Населението му е 256 152 жители (2004 г.), а площта 139 480 кв. км. Намира се в часова зона UTC+0 в южноцентралната част на страната. Разделен е на 2 провинции.